# Cólquida

Mapa do Cáucaso em

A Cólquida é a região ao sul do Cáucaso e a leste do mar Negro, na atual República da Geórgia. Na mitologia grega, era o país onde se encontrava o Velo ou Velocino de ouro, presente dos deuses que atraia a prosperidade a quem o possuísse. Jasão, a bordo do seu navio Argo, viajou até ali para o roubar ao rei.
Pelas descrições dos autores clássicos gregos, a Cólquida era uma cidade estado colonizada pelos gregos às margens do Mar Negro, onde hoje é a Geórgia. O primeiro Reino da Cólquida teria sido dominado pelos Cimérios e pelos citas por volta de 720 a.C., tendo sido integrado ao Império Aquemênida em meados do século VI a.C.. Medo, depois rei dos Medos, conquistou o país, vindo da Ásia em socorro a seu avô Eates, que fora destronado pelo irmão. Com a morte de Eates, a Cólquida foi anexada ao reino de Medo, a Média.

## História

### Origens
Ao final do século II a.C., na Ásia Menor, a leste do Ponto Euxino, (mar Negro) e a sudoeste da Transcaucásia, floresciam dois reinos, Diauehi e Cólquida (em grego: Κολχίς; romaniz.: Kolchís; em georgiano: კოლხეთი).
Cólquida foi um reino originado de uma confederação de povos colcos formada por volta do século IX a.C. Os colcos destruíram o reino diaoji no século VIII a.C., o que colocou os colcos em contato como o reino Urartu. Fontes de origem Urartu mencionam numerosas cidades reais na Cólquida, parecendo que essa nação apresentavas elevado grau de civilização nessa época. Havia um único rei colco e um governador em cada província.
Esse reino é o cenário da lenda da feiticeira Medeia e a de Jasão e os Argonautas que foram buscar o Velocino de Ouro. Ésquilo e Píndaro foram os primeiros autores a mencionar o país, ao qual às vezes chamavam de Ea. Nessa ilha de Ea vivia o rei Eates (cujo nome identificou a ilha) da Cólquida e sua irmã Circe. Sua localização era na foz do rio Fásis (atual rio Rioni), curso d'água que faria, segundo os gregos, a separação entre Ásia e Europa e que permitia aos navegadores cursar a leste do Mar Negro.
Entre 750 e 748 a.C., o rei Sardur II de Urartu invadiu e devastou o  sul da Cólquida. Entre 747 e 741 a.C. Sardur retornou e conquistou o palácio de Ildamuche, sede principal do governo. Pouco depois, iniciaram-se as escaramuças dos Cimérios, chamados Guemir pelo georgianos, causando destruição e mortes. Mais uma vez o país foi então assolado, então pelos Citas.
Os georgianos se deslocaram para as planícies, a economia ficou muito afetada, mas a autoridade real se manteve. Os governadores, chamados escéptucos, mandavam nas províncias. Em 590 a.C., os Citas e os Medos destruíram o reino e o local de Urartu foi ocupado por tribos armênias, ficando a Cólquida e Armênia como nações vizinhas.
Entre os séculos V e VI, esse povo pagou tributo aos reis persas, tributo que consistia em enviar aos novos senhores, a cada cinco anos, cem rapazes e cem moças jovens como escravos. Em 330 a.C., o reino foi liberado do domínio persa por Alexandre Magno.

### Dos gregos aos romanos
Desde o século VIII a.C. os milésios iniciaram uma colonização grega do litoral leste da Cólquida, tendo fundado Fásis (Poti), Guienos (Otxamtxira), Dioscúria (depois Sebastópolis), atual Sucumi e uma cidade de nome desconhecida, hoje na Ajária.
Cutáissi, importante centro desse reino tido como local do nascimento de Medeia. Foram encontrados restos arqueológicos de outras cidades, dentre as quais Vani.
No século V a.C., nasceu uma economia monetária da Cólquida. No século IV a.C., a área do leste caiu sob o domínio do Reino da Ibéria, ficando a Cólquida sendo chamada Egrissi, sempre governada por um único rei. Com o nascimento da dinastia farnabázida, que durou até 93 a.C.. O reino passou a fazer parte da dinastia Arsácida (93 a 32 a.C.), que depois retornou aos farnabázidas (Egrissi).
Mitrídates VI do Reino do Ponto (r. 120–63 a.C.), incorporou o território e fez seu filho Mitrídates governador. Esse filho buscou a independência de seu território e foi morto por ordem do pai. Alguns aristocratas do Reino do Ponto dominaram a região e em 66 a.C. o exército romano expulsou Mitrídates, que fugiu para a Cólquida e depois para o Bósforo cimério.
Em 65 a.C., Oltaces, um governador local da Cólquida, que resistia à invasão romana, foi expulso por esses, mas outros governadores locais resistiram aos invasores romanos. O romano Pompeu fez de Aristarco, um aristocrata local e dominador da Cólquida (conforme consta de moedas), o governador local. A Cólquida a partir daí passou a ser apenas pela parte central. A capital era Fásis (Poti). Com a queda de Pompeu, Fárnaces II do Ponto, filho de Mitrídates, aproveitado que Júlio César estava envolvido em conflitos com a dinastia Ptolomaica do Egito, tomou a Cólquida, a Armênia e parte da Capadócia (49 a.C.), ao derrotar Cneu Domício Calvino, numa vitória, porém, volátil. O mesmo Calvino foi mandado de volta por Júlio César e derrotou Fárnaces em 47 a.C. Polemão, sucessor de Fárnaces, foi rei do Ponto, Bósforo e Cólquida. Com o fim do Reino do Ponto, esse foi incorporado ao Império Romano como a grande província da Galácia, com guarnições romanas ocupando as vilas litorâneas.
A capital Sucumi (Dioscúrias), que era nas costas de Éusio, tomou o nome de Sebastópolis sob o domínio romano. Outras cidades eram Sarapana (hoje Escharapani), Súrio (possivelmente a atual Vani, na Geórgia), Arqueópolis, Moqueresis, Cita (ou Cutatísio, hoje Cutáissi).
Em 69, houve uma revolução interna comandada por Anicetes e os rebeldes chegaram a Trebizonda, onde derrotaram os romanos, tendo queimado seus navios. O imperador romano mandou Vírdio Gemínio com um exército, que foi derrotado  Anicetes. Anicetes se refugiou com príncipe de Sedoquez, que, porém, o entregou aos romanos. A presença romana se reforçou e o país ficou sob seu domínio até século II, quando os príncipes locais dos Lácios (Lazes), apsílios, Abasgues (ou Abascis), Samiges e outros menores praticamente obtiveram suas independências. Os de Lazes conquistaram os demais entre os séculos III e IV, originando o reino de Lázica. A presença romana se extinguiu por volta do ano 300.

### Origens da Geórgia
O cristianismo aí apareceu em 311, graças a Santa Nina, a Iluminadora (escrava mártir). Em 337, com a conversão do rei Meribanes III (r. 284–361) e de sua esposa Nana, o cristianismo tornou-se a religião oficial do reino. No século VI, o Império Sassânida aboliu a monarquia de Cártlia, porém foi expulso com a ajuda do Império Bizantino, e os azenauris (nobres) restabeleceram a administração e o poder do reino. No ano 654, persas e bizantinos entraram em nova disputa e, por fim, a região foi conquistada pelos georgianos no fim do século VIII.